# Strandvold med enårige planter
Opskyllet fra havet lægger sig typisk i strandvolde, som er rige på organisk materiale, tang-rester, med et højt indhold af gødningsstoffer. Her opstår et kortvarigt plantesamfund, hvor énårige planter dominerer, men hvor der også findes enkelte flerårige arter. Med tiden kan denne naturtype udvikle sig til Flerårig vegetation på stenede strande.

## Plantevækst
De typiske arter er:
- Almindelig Kvik (Elymus repens)
- Gåsepotentil (Potentilla anserina)
- Almindelig Hestetunge (Mertensia maritima)
- Almindelig Sodaurt (Salsola kali)
- Strandhornskulpe (Glaucium flavum)
- Strandmandstro (Eryngium maritimum)
- Strandmælde (Atriplex littoralis) (og flere andre arter)
- Almindelig Strandsennep (Cakile maritima)
- Vejpileurt (Polygonum aviculare) (og flere andre arter)

| Galleri med typiske arter på Strandvolde med enårige planter |
| --- |
| - Almindelig Kvik (Elymus repens) - Gåsepotentil (Potentilla anserina) - Almindelig Hestetunge (Mertensia maritima) - Almindelig Sodaurt (Salsola kali) - Strandhornskulpe (Glaucium flavum) - Strandmandstro eller Strandtidsel (Eryngium maritimum) - Strandmælde (Atriplex littoralis) - Almindelig Strandsennep (Cakile maritima) - Vejpileurt (Polygonum aviculare) |

## Natura 2000
Strandvold med enårige planter er en naturtype i Natura 2000 med betegnelsen 1210 Enårig vegetation på stenede strandvolde i Miljøstyrelsens habitatbeskrivelser.  Naturtypen findes almindeligt langs kyster i de indre danske farvande, som er udsat for en vis bølgepåvirkning fra havet. Naturtypen har som regel store ubevoksede dele mellem de bevoksede, da bevoksningerne flytter rundt på stranden i årets løb.